# Nobuo Kawaguchi
Nobuo Kawaguchi (川口 信男 Kawaguchi Nobuo?, nacido el 10 de abril de 1975 en Niigata) es un exfutbolista japonés. Jugaba de delantero y su último club fue el FC Tokyo de Japón.

## Trayectoria

### Clubes
| Club         | País  | Año         |
| ------------ | ----- | ----------- |
| Júbilo Iwata | Japón | 1998 - 2005 |
| FC Tokyo     | Japón | 2006 - 2008 |

## Palmarés

### Títulos nacionales
| Título             | Club         | País  | Año  |
| ------------------ | ------------ | ----- | ---- |
| Copa J. League     | Júbilo Iwata | Japón | 1998 |
| J1 League          | Júbilo Iwata | Japón | 1999 |
| J1 League          | Júbilo Iwata | Japón | 2002 |
| Copa del Emperador | Júbilo Iwata | Japón | 2003 |